# Charles de Montferrand
Charles II ou Charles Gaston de Montferrand est un baron français tué le 10 juillet 1574 au siège de Gensac, gouverneur puis maire de Bordeaux de 1573 à sa mort. Il s'illustre par sa brutalité et son avidité lors des guerres de Religion en Guyenne.

## Biographie
Charles Gaston de Montferrand naît vers 1535. Il est le fils de Françoise d'Aydie et de Charles Ier († 1548), dont il hérite les titres de baron de Montferrand, de Langoiran et de Frespech. Il est fait chevalier de l'Ordre de Saint-Michel. 
En 1561 il se met au service de Blaise de Monluc, gouverneur de Guyenne, fervent ennemi des Protestants et particulièrement intolérant et brutal. Monluc l'impose en 1569 comme gouverneur de Bordeaux. Élu maire en 1573 par les jurats à l'instigation de Monluc, il reçoit mandat de « houspiller les jurats, entraver le Parlement, mater les huguenots ».  
Début octobre 1572, l'onde de choc de la Saint-Barthélémy atteint Bordeaux : Montferrand entraîne le peuple (six compagnies conduits par le jurat Pierre de Lestonnac, 300 hommes de pied coiffés d'un bonnet rouge) à s'en prendre aux protestants de la ville. Il montre aux jurats une liste nominative de personnes à exécuter, prétendument sur ordre du roi, déclenchant massacre et pillages. Lui-même assassine les conseillers au Parlement Jean Guilloche de La Loubière et Pierre de Sevyn, un prêtre catholique malade soupçonné d'hérésie, et plusieurs secrétaires et huissiers. Le massacre dure trois jours, l'appât du gain et les vengeances personnelles contribuant au lourd bilan. Montferrand se vante peu après d'« d'avoir fait égorger 264 huguenots dans la seule journée du 3 octobre 1572 », mais déclare le 9 octobre devant le Parlement qu'il « n'a tué le jour de l'exécution par lui faite le 3 octobre que dix à douze hommes ».  
Le Parlement — pourtant catholique — dénonce ses massacres et l'accord passé entre le maire et Monluc pour se partager les rançons des prisonniers protestants.  
Charles de Montferrand reçoit pour mission d'exécuter la condamnation à mort par contumace de son frère cadet, Guy de Montferrand dit « Langoiran », chef militaire de la Réforme en Guyenne, rescapé des massacres de la Saint-Barthélémy. Il mène probablement cette tâche sans grande conviction, et son frère lui échappe.  
Les huguenots reprennent les armes et occupent Blanquefort en juin 1573, puis cerné par Monluc au siège de Gensac. Montferrand venu en renfort est abattu d'un « coup d'arquebuse au travers du corps » par un assiégé protestant le 10 juillet 1574. 
Il meurt sans avoir eu d'enfant de sa femme Marguerite de Montferrand — une cousine éloignée épousée le 29 décembre 1557 — et, dit-on, peu regretté de celle-ci qui vivait séparée de lui au château de son père à Cancon. La baronnie passe entre les mains de son frère cadet Guy, l'un des chefs... du parti protestant. Sa dépouille est rapatriée à Bordeaux le 12 juillet 1575 et enterrée dans la cathédrale Saint-André de Bordeaux.

## Descriptions
Pour Boscheron des Portes, c'était « un gentilhomme de province, distingué par sa naissance, ne manquant pas de valeur militaire, mais en même temps un des hommes les moins faits pour les emplois qui exigent l'empire de soi-même et la fermeté d'âme dans les mauvais jours. Ses mœurs étaient corrompues et son désintéressement nul. Avec de pareils vices, Montferrand était fatalement prédisposé à commettre de grandes fautes dans les circonstances critiques où il allait se trouver ». 
Pour l'historien d'origine protestante Camille Jullian «  il est malicieux, orgueilleux, fourbe, débauché, avide et cruel. Le seigneur de Montferrand mit pendant six ans ses titres de gouverneur et de maire au service des plus villes passions et des plus sombres vengeances ».
Agrippa d'Aubigné le nomme « le pitoyable Montferrand, impitoyable gouverneur de Bordeaux ».